# Axel Schock
Axel Schock (* 11. September 1965 in  Neckarbischofsheim) ist ein deutscher Journalist und Buchautor.
Schock ist in Sinsheim aufgewachsen und erlangte am dortigen Gymnasium die Hochschulreife, wo er als Jahrgangsbester im Fach Deutsch abschloss. Anschließend studierte er Literatur- und Theaterwissenschaft sowie Publizistik an der Freien Universität Berlin. Erste literarische Veröffentlichungen (Prosa, Lyrik, Songtexte für verschiedene Bands) entstanden ab 1982.
Er lebt und arbeitet seit 1985 in Berlin als Kulturjournalist und Publizist für unterschiedliche Zeitschriften, Tageszeitungen und Onlinemedien. Er war langjährig Redakteur u. a. der Zeitschriften Hinnerk (Hamburg) und magnus (Berlin) und Autor u. a. für Cinema, Berliner Zeitung, taz, Berliner Morgenpost, Siegessäule, magazin.hiv, uMag, kulturnews sowie für die Nachrichtenagentur dapd. Außerdem schrieb er Features für den Hörfunk (u. a. RIAS Berlin, DeutschlandRadio und Radio 100) und arbeitete fürs Fernsehen.  Er veröffentlichte außerdem diverse literarische Titel und Sachbücher, z. T. auch unter Pseudonym.
2023 wurde er für „seine jahrzehntelange, kontinuierliche und sachkundige Berichterstattung zu HIV/Aids“ mit dem Medienpreis der Deutschen AIDS-Stiftung ausgezeichnet. Seine Texte seien „unaufgeregt, wissenschaftlich fundiert, lehrreich – und fast immer unterhaltsam ... und er scheut sich nicht, auch unbequeme Themen anzugehen.“
Seit 2013 ist Axel Schock verantwortlich für die Gesamtorganisation des poesiefestival berlin.

## Werke (Auswahl)
- Schreib-Spuren (Mitherausgeber) (1993)
- Zehn Minuten. Jetzt. Kürzestgeschichten (1993)
- I'm crazy for das Holzfällerhemd (1994)
- Der schwule Sprachführer (mit Ulf Meyer) (1996)
- Out! 800 berühmte Lesben, Schwule und Bisexuelle (mit Karen-Susan Fessel) (5., erweiterte Auflage 2004)
- Das Queer Quiz Buch (mit Ulrike Anhamm) (1996)
- Ein letzter Gruß. Trauer – Anatomie eines Gefühls (1997)
- Die Bibliothek von Sodom. Das Buch der schwulen Bücher (1998)
- Die Cazzo-Story. Pornostars, made in Germany (2000)
- Die acapickels drücken sich aus (2000)
- Der schöne Mann ist tot. Beiträge zum Literaturpreis der Schwulen Buchläden (Hrsg., 2003)
- Out im Kino. Das lesbisch-schwule Filmlexikon (mit Manuela Kay) (2004)
- Out-Takes Das lesbisch-schwule Lexikon des unnützen Wissens (mit Karin Schupp) (2005)
- Mein schwules Auge 3 (mit Rinaldo Hopf) (Hrsg., 2006)
- Schwule Orte. 150 berühmt-berüchtigte Schauplätze (2007)
- Mein schwules Auge 4 (mit Rinaldo Hopf) (Hrsg., 2007)
- Mein schwules Auge 5 (mit Rinaldo Hopf) (Hrsg., 2008)
- Mein schwules Auge 6 (mit Rinaldo Hopf) (Hrsg., 2009)
- Mein schwules Auge 7 (mit Rinaldo Hopf) (Hrsg., 2010)
- Mein schwules Auge 8 (mit Rinaldo Hopf) (Hrsg., 2011)
- Mein schwules Auge 9 (mit Rinaldo Hopf) (Hrsg., 2012)
- Mein schwules Auge 10 (mit Rinaldo Hopf) (Hrsg., 2013)
- Absolut Berlin. Das Berlin-Sammelsurium (Hirschkäfer Verlag 2011)
- Schwules Wissen (2012)